# Manuel diagnostique et statistique des troubles mentaux
Pour les articles homonymes, voir DSM.
Le Manuel diagnostique et statistique des troubles mentaux (également désigné par le sigle DSM, abréviation de l'anglais : Diagnostic and Statistical Manual of Mental Disorders) est un ouvrage de référence publié par l'Association américaine de psychiatrie (American Psychiatric Association ou APA) décrivant et classifiant les troubles mentaux.
Le manuel  a été initialement construit à partir des statistiques collectées depuis des hôpitaux psychiatriques et d’un manuel diffusé par l'armée de terre des États-Unis. Il a radicalement été révisé en 1980, et la dernière édition, la cinquième, est publiée en 2013 et sa version révisée, numérotée 5-TR est sortie en 2022. Bien que largement utilisé, le manuel fait régulièrement l'objet de critiques.

## Utilisation
L'ouvrage est utilisé aux États-Unis et dans le monde par des cliniciens, des chercheurs, des compagnies d'assurances et des entreprises pharmaceutiques, ainsi que par les pouvoirs publics. Les diagnostics de pathologie psychiatrique du DSM, depuis la troisième révision, reposent sur la description de symptômes et de leur articulation en cinq axes. L'étiologie des pathologies n'y est plus envisagée. Un bon nombre de professionnels de la santé mentale utilisent le manuel pour déterminer un diagnostic et le communiquer à un patient. Le DSM est également utilisé pour catégoriser les patients à des fins de recherche.
« DSM » et ses variantes, dont « DSM-5-TR », est une marque appartenant à l'Association américaine de psychiatrie .
Son contenu est proche de celui du cinquième chapitre de la Classification internationale des maladies (CIM) de l'Organisation mondiale de la santé (OMS), un autre guide communément utilisé dans de nombreux pays. Le système de codage inclus dans le DSM correspond aux codes utilisés dans la CIM-10, puis dans la CIM-11, bien que certains codes ne correspondent pas car les deux publications n'ont pas été synchronisées lors de leur révision textuelle. Les différentes versions du DSM sont plus utilisées dans le cadre de la recherche, celles de la CIM sont plus mobilisées par les cliniciens, notamment en Europe.

## Histoire
Il a été créé pour homogénéiser les diagnostics au maximum en utilisant des items les moins subjectifs possibles. Ceci permet aux praticiens et aux chercheurs de parler dans les mêmes termes des mêmes maladies[réf. nécessaire].

### DSM IetII(1952-1968)
La Première Guerre mondiale et surtout la seconde implique beaucoup de psychiatres américains — essentiellement psychanalystes — pour faire face aux traumatismes de guerre des soldats,. Cela a particulièrement changé l'habitude des institutions psychiatriques et les perspectives cliniques traditionnelles. En 1949, l'Organisation mondiale de la santé publie sa sixième révision du manuel de la Classification internationale des maladies (CIM) incluant pour la première fois une section des troubles mentaux.
Le DSM-I, publié en 1952, établit 60 diagnostics, et le (DSM-II) 145 en 1968. Ces deux premières éditions du manuel sont influencées par la psychopathologie psychanalytique. Elles suivent la structuration entre deux formes majeures de troubles psychiques, les psychoses et les névroses, en héritage de Freud. Celui-ci est cependant particulièrement réservé à l'égard de l'utilisation de son travail dans la psychiatrie américaine.
Les mouvements gays et lesbiens et les mouvements antipsychiatriques incitent le psychiatre Robert Spitzer, alors membre du Comité sur la nomenclature de l’APA, à organiser en 1973 un panel sur la question de l’homosexualité dans le DSM, ce qui conduit à la dépathologisation de l'homosexualité dans la seconde version du DSM II.

### DSM-III(1980)
Le DSM-III (Diagnostic and Statistical Manual, troisième révision) est un outil de classification des troubles mentaux publié aux États-Unis en 1980 par une équipe dirigée par Robert Spitzer au service de l'Association américaine de psychiatrie (APA). C'est depuis cette révision que le DSM a pris le tournant qu'on lui connaît aujourd'hui, théorique comportementaliste et antipsychanalytique. La personnalité de Robert Spitzer a été pour beaucoup dans cette tournure. Personnage complexe (éducateur, philosophe et auteur), il avait été adepte des théories de Wilhelm Reich, il s'est montré autoritaire et déterminé à donner au DSM-III la forme qu'on lui connaît maintenant comme l'a entre autres relevé Christopher Lane dans les procès-verbaux de négociations.
Par sa conception et la philosophie qui le sous-tend, il marque donc une rupture radicale avec le DSM-II. En effet, le DSM-III se présentant comme purement empirique, il est en réalité descriptif, détaché de toute théorie, mais surtout des théories psychanalytiques qui sont, elles, explicatives, car les théories du comportement (behaviourisme, ou cognitivisme et comportementalisme) le sous-tendent. Le système de classification vise aussi à ramener les pathologies psychiatriques aux pathologies somatiques dont, pour les rédacteurs, elles ne devaient plus se démarquer. Le DSM-III repose sur un modèle biomédical et évacue toute considération sur l'étiologie des troubles psychiatriques. La différenciation classique névrose vs. psychose s'estompe, l'hystérie est démantelée en plusieurs catégories diagnostiques, de nouvelles catégories comme l'état de stress post-traumatique ou le trouble de la personnalité multiple font leur apparition. Les catégories sont dès lors définies par des critères diagnostiques quantitatifs dans le but d'augmenter la fiabilité du diagnostic et sa reproductibilité. La méthode retenue par l'équipe de Spitzer a finalement été validée par un vote majoritaire de membres de l'APA.
Cette approche est vivement contestée par les psychiatres et psychologues cliniciens se référant à la psychopathologie raisonnée,.
Pour d'autres, elle réalise ce à quoi la psychiatrie durant son histoire n'avait jamais pu réussir, une unification des critères diagnostiques.
Cette troisième édition est publiée sous une version révisée en 1987, dans laquelle de nombreux critères et syndromes ont été affinés grâce aux votes des psychiatres et psychologues présents lors des réunions ayant lieu. Seuls les adhérents internationaux de l'APA ont le droit de voter la présence des troubles dans le moutures des futurs DSM. Leur présence aux séances de révision sont obligatoires.

### DSM-III-R(1987)
En 1987, le DSM-III-R est publié en tant que révision du DSM-III, sous la direction de Spitzer. Les catégories sont renommées, réorganisées et des changements significatifs dans les critères ont été effectués. Six catégories ont été supprimées et les autres ont été mises à jour. Les diagnostics controversés tels que les troubles dysphoriques prémenstruels des femmes et troubles de la personnalité masochiste ont été considérés. Le « troubles de l'identité sexuelle » a également été supprimé, mais il est inclus, parmi d'autres, dans la catégorie des « troubles de la personnalité autrement non-spécifiés ». En tout, le DSM-III-R identifie 292 diagnostics en 567 pages.

### DSM-IVetDSM-IV-TR(1994-2000)

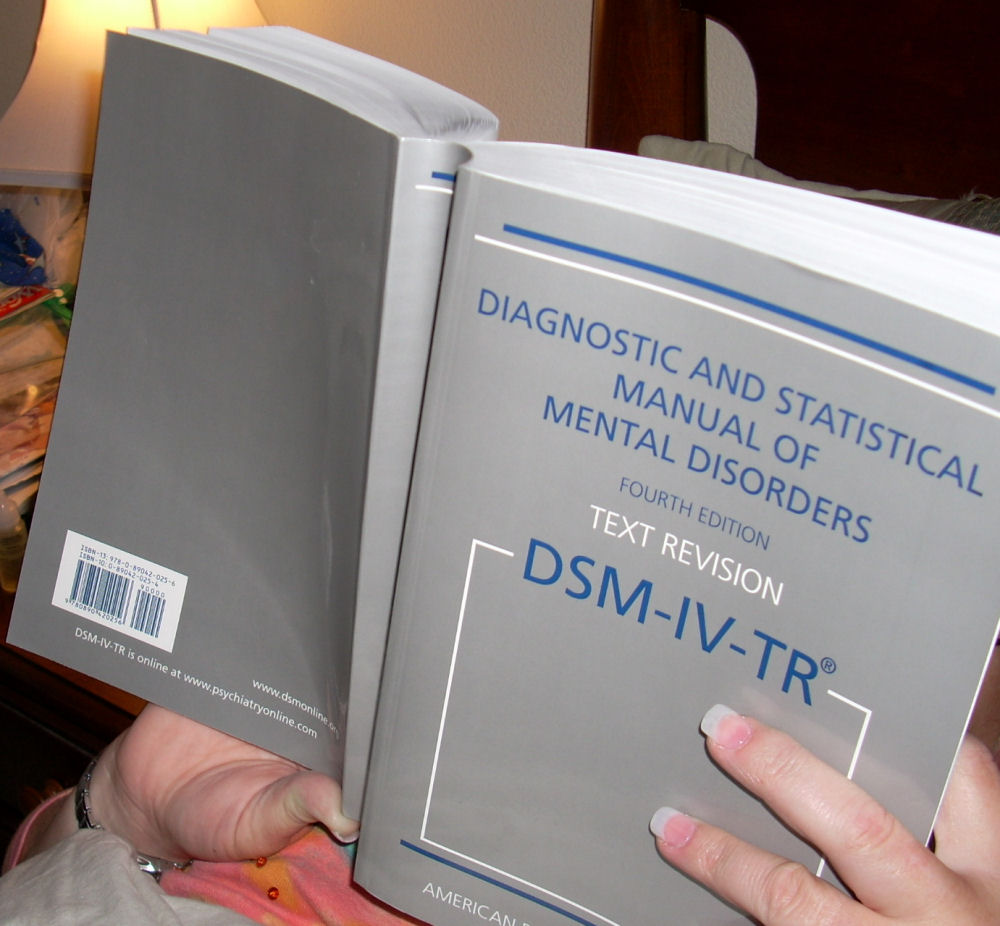
Couverture du Manuel diagnostique et statistique des troubles mentaux (DSM{IV}TR) en version originale.

La quatrième édition (DSM-IV), prolongeant et approfondissant le DSM-III, est publiée en 1994 et reconnaît 410 troubles psychiatriques. La dernière version utilisée du DSM-IV est une révision mineure de ce texte, le DSM-IV-TR, publiée en 2000. Les sections textuelles donnant une information complémentaire sur chaque diagnostic ont été mises à jour dans l'ordre de maintenir une cohérence avec la Classification Internationale des Maladies.

### DSM-5 (2013)
Le DSM-5 est publié au mois de mai 2013 après plus de dix ans de développement par l'APA avec une première version mise en ligne début 2010 pour discussion. Le manuel comprend de nombreux changements, incluant des suppressions proposées dans la section schizophrénie. L'APA possède un site de développement officiel des versions antérieures au DSM-5. Sa parution est l'objet d'appréciations diverses, voire de controverses. La version française est sortie le 17 juin 2015,.

## DSM-5-TR (2022)
Une version révisée est publiée en mars 2022. Elle inclut notamment la notion de deuil pathologique.

### Système multiaxial
Le DSM-IV, afin de permettre une approche globale et intégrative des patients, rend systématique l'approche axiale des patients porteur de pathologies psychiatriques. Il retient pour cela cinq axes d'analyse incluant : 
- Axe I : Les troubles majeurs cliniques
- Axe II : Les troubles de la personnalité et le retard mental
- Axe III : Aspects médicaux ponctuels et troubles physiques
- Axe IV : Facteurs psychosociaux et environnementaux
- Axe V : Fonctionnement global (tel que mesuré par l'échelle d'évaluation globale du fonctionnement)

Une section est consacrée aux troubles habituellement diagnostiqués pour la première fois pendant la petite enfance, l'enfance ou l'adolescence. Les troubles qui peuvent débuter à tout âge (y compris chez les jeunes) sont décrits dans la section générale. 
Le nombre minimum de symptômes par diagnostic, la fréquence et la durée des symptômes sont des données quantitatives. Dans une certaine mesure, elles intègrent au DSM-IV la notion dimensionnelle de déviation par rapport à une norme. 
À la différence de la « classification dimensionnelle d'Achenbach » ou des organisations psychologiques des classifications psychanalytiques, le DSM-IV individualise des entités diagnostiques qui sont fréquemment associées, comme les troubles anxieux et dépressifs. À cela correspond la notion de concomitance.
Les troubles communs de l'Axe I incluent dépression, troubles anxieux, trouble bipolaire, TDAH, troubles du spectre autistique, anorexie mentale, boulimie et schizophrénie.
Les troubles communs de l'Axe II incluent les troubles de la personnalité : trouble de la personnalité paranoïaque, trouble de la personnalité schizoïde, trouble de la personnalité schizotypique, trouble de la personnalité borderline, trouble de la personnalité antisociale, trouble de la personnalité narcissique, trouble de la personnalité histrionique, trouble de la personnalité évitante, trouble de la personnalité dépendante, névrose obsessionnelle et retard mental.
Les troubles communs de l'Axe III incluent les lésions cérébrales et autres troubles médicaux et/ou physiques qui peuvent aggraver les maladies existantes ou symptômes présents similaires aux autres troubles.

### Catégories diagnostiques
Les 16 catégories de troubles mentaux que regroupe le DSM-IV sont :
| Groupe DSM                                                   | Groupe DSM                                                   | Groupe DSM | Exemples                                     |
| ------------------------------------------------------------ | ------------------------------------------------------------ | --- | -------------------------------------------- |
| Axe I                                                        | 1                                                            | Trouble habituellement diagnostiqué durant la petite enfance, la deuxième enfance ou l'adolescence. Des troubles tels que le TDAH et l'épilepsie sont également désignés comme des troubles du développement et handicaps développementaux. | Retard mental, TDAH                          |
| Axe I                                                        | 2                                                            | Délire, démence, amnésie et autres troubles cognitifs | Maladie d'Alzheimer                          |
| Axe I                                                        | 3                                                            | Trouble mental généralement dû à une condition médicale | Psychose liées au SIDA                       |
| Axe I                                                        | 4                                                            | Trouble liée aux substances | Alcoolisme                                   |
| Axe I                                                        | 5                                                            | Schizophrénie et autres troubles psychotiques | Trouble délirant                             |
| Axe I                                                        | 6                                                            | Troubles de l'humeur | Dépression, trouble bipolaire                |
| Axe I                                                        | 7                                                            | Troubles anxieux | Anxiété généralisée                          |
| Axe I                                                        | 8                                                            | Troubles somatoformes | Trouble de somatisation                      |
| Axe I                                                        | 9                                                            | Pathomimies | Syndrome de Münchausen                       |
| Axe I                                                        | 10                                                           | Troubles dissociatifs | Trouble dissociatif de l'identité            |
| Axe I                                                        | 11                                                           | Troubles de l'identité et sexuels | Dyspareunie, Troubles de l'identité sexuelle |
| Axe I                                                        | 12                                                           | Trouble des conduites alimentaires | Anorexie mentale, boulimie                   |
| Axe I                                                        | 13                                                           | Troubles du sommeil | Insomnie                                     |
| Axe I                                                        | 14                                                           | Troubles des habitudes et des impulsions classifiés nulle part ailleurs | Cleptomanie                                  |
| Axe I                                                        | 15                                                           | Troubles de l'adaptation | Trouble de l'adaptation                      |
| Axe II                                                       | 16                                                           | Troubles de la personnalité | Trouble de la personnalité narcissique       |
| Autres conditions qui peuvent retenir une attention médicale | Autres conditions qui peuvent retenir une attention médicale | Autres conditions qui peuvent retenir une attention médicale | Dyskinésie tardive, maltraitance sur mineur  |

## Controverses
Tant à sa sortie qu'actuellement, l'orientation se voulant « athéorique » du DSM-IV provoque de violentes polémiques tant en Europe qu'aux États-Unis.
En 2010, Allen Frances, ancien directeur de l'équipe de rédaction du DSM-IV lance un débat sur le mode de rédaction du DSM-V,. Un éditorial de la revue Prescrire en reprend les critiques parlant de manque de sérieux et d'arbitraire, indiquant que de plus en plus de spécialistes prévoient le pire pour la version à venir. Il dénonce de nouvelles pathologies « inutiles et dangereuses » exploitées par les firmes pharmaceutiques pour des indications hasardeuses, notamment les neuroleptiques atypiques pour des troubles anxieux, etc. L'article mentionne aussi l'abaissement de seuils de diagnostic, toujours dans la même dynamique commerciale. Il poursuit sur le constat d'une « vision étriquée » de spécialistes disparates. En conclusion, le DSM-V apparaît comme « une combinaison dangereuse de diagnostics non spécifiques et imprécis, conduisant à des traitements d'efficacité non prouvée et potentiellement dangereux ». Il recommande enfin aux praticiens de garder leur distance avec le DSM.
En 2019, Thomas Rabeyron, psychologue clinicien, professeur et directeur du laboratoire Interpsy (EA 4432) de l’Université de Lorraine, reprend à son tour les informations critiques sur le processus de décision quant aux diagnostics qui d'après « de nombreux témoignages de psychiatres ayant participé au développement du DSM » repose  sur des « échanges chaotiques qui ne correspondent guère à un processus de décision de nature scientifique étayé sur des faits empiriques ». En ce sens Allen Frances, affirme — entre autres critiques virulentes — qu'au cours des réunions « ce sont les voix les plus fortes qui prennent l'ascendant lors des controverses suscitées à chaque nouvelle édition du DSM »,. Ce qui montre, selon Rabeyron, que « le DSM n'est donc pas le fruit d'un consensus reposant sur des critères scientifiques, mais la conséquence d'un rapport de force qui s'établit suivant des logiques de pouvoir ». Cela contribue aussi à expliquer l'apparition et la disparition de divers troubles, l'enjeu étant d'autant plus fort que les mutuelles rembourseront ensuite, ou non, le traitement de ceux-ci. Ainsi, d'après Dalal, s'appuyant sur Stuart A. Kirk (en) et Herb Kutchins, « la révolution de la fiabilité voulue par le DSM fut une révolution rhétorique et non une révolution dans la réalité », : le DSM, à partir de sa troisième édition, n'a donc pas réussi à faire disparaître la subjectivité et le jugement humain dans le processus diagnostique, selon Rabeyron ou Dalal, et n'a pas « permis d'améliorer la fiabilité et la qualité des diagnostics »,,.

### Limites
Le DSM est en définitive un « catalogue » des pathologies mentales rassurant les assurances maladie des États-Unis qui se basent dessus pour les remboursements. En lien avec la CIM-10, le DSM se veut être international.
Limites : 
- Étiquetage : l'individu n'est défini qu’à partir d’une attribution. Ce processus d’attribution est méconnu.
- Catégorisation : si un diagnostic est fait, il faut savoir quelle portée il va avoir, il ne faut pas emmurer les gens, définir ce qui fait que ceci ou cela est un trouble psychique.
- Évaluation restreinte : quand un individu se présente et que seul le DSM est à disposition, un diagnostic peut lui être attribué. Il faut d’autres moyens d’évaluer (ne pas oublier de regarder les ressources du patient, regarder ce qui va bien, évaluer le vécu subjectif du trouble, ce qui lui est difficile ou non). Il faut évaluer la personne autant que la maladie. Tenir compte du fait que l'évaluation se fait dans un contexte spécifique et que dans un autre contexte, les mêmes choses ne sont pas perçues.
- Risque de céder à une médicalisation excessive de l’état de souffrance : vision de l’homme biomédicale, l’homme est compartimentalisé. Le DSM se veut athéorique, il ne fait que décrire les maladies.
- Comorbidité : pour un profil, il y a la présence simultanée de plusieurs diagnostics, ce qui n'implique pas nécessairement la présence de plusieurs maladies mais l'impossibilité du DSM à émettre un seul diagnostic.

Thomas Insel, le directeur du NIMH, a déclaré : « La faiblesse du DSM est son manque de validité. Contrairement à nos définitions de la cardiopathie ischémique, du lymphome ou du SIDA, les diagnostics du DSM sont fondés sur un consensus sur les groupements de symptômes cliniques, mais sur aucune mesure objective en laboratoire. Dans le reste de la médecine, cela équivaudrait à créer des systèmes de diagnostic basés sur la nature de la douleur à la poitrine ou sur la qualité d’une fièvre. Or nous savons qu’à eux seuls, les symptômes indiquent rarement le meilleur choix de traitement » 

### Critiques venant du courant psychanalytique
La valeur clinique du DSM, depuis la troisième édition, est également l'objet de critiques de la part des psychiatres et psychologues cliniciens qui se référent à la psychopathologie psychanalytique.
Ainsi, Boris Cyrulnik reprend-il une partie des arguments, d'Allen Frances sur le fait que pour satisfaire l’industrie pharmaceutique, les experts font du disease mongering : en recyclant et renommant d’anciennes maladies, ils inventent des maladies douteuses, appelées vaguement « troubles » pour la plupart. Le psychanalyste Jean-François Coudurier le considère comme relevant de la pseudo-science.
Le DSM-IV se veut athéorique et dégagé de tous points de vue non fondés scientifiquement mais il fait constamment référence au comportementalisme qui est une théorie[réf. souhaitée].
Des psychanalystes réfutent le point de vue descriptif des DSM car pour eux, le symptôme est l'expression déplacée et/ou « symbolique » d'un trouble et d'une angoisse en partie inconscientes. Ils considèrent qu'établir des statistiques fiables sur des troubles dont seul le côté visible est pris en compte sont sujettes à caution et que c'est promouvoir la méconnaissance de l'origine des troubles en cause[réf. souhaitée].

Le psychiatre Henri Ey est opposé à la vision du manuel : 

« On ne peut pas tenir ces énumérations (qui gagneraient à s'en tenir à un ordre alphabétique) pour le moindre essai sérieux de classification. Il s'agit d'un « pot-pourri » inextricable d'« items » en nombres presque infini, destiné, nous dit-on, à mettre de l'ordre dans les statistiques ; elles constituent un labyrinthe bien plus propre à fausser les problèmes qu'à les résoudre. On ne saurait "classer" sans idée directrice du genre et des espèces. »

Le professeur E. Zarifian : « Le symptôme est apparemment univoque pour celui qui ne le considère que d'une manière comptable ; et c'est à cette dimension comptable que conduit l'usage du DSM. La situation devient caricaturale : on réduit la souffrance d'un être unique à un symptôme, décrit dans un catalogue et on ignore son contexte social ou personnel ». Ce que confirme Daniel Lemler : « Voilà le DSM promu en nosologie psychiatrique, promotion orchestrée en grande partie par les laboratoires pharmaceutiques ».
Le professeur J-C Maleval considère que la logique des DSM en privilégiant des symptômes cibles privés de tout dynamisme les met implicitement en rapport avec des dysfonctionnements du corps. Cette logique génère un appauvrissement des entretiens cliniques ; elle néglige l’éventuelle réticence du patient ; elle est porteuse d'idéaux normatifs implicites se référant à la chimère statistique de l'homme normal. Elle constitue un handicap pour les progrès de la recherche en psychiatrie.

### Conflits d’intérêts
Depuis une dizaine d'années, la prise de conscience croissante de l’importance de la transparence dans les publications biomédicales se reflète par le nombre croissant de revues médicales qui ont adopté des politiques éditoriales de divulgation de conflit d'intérêts financier et par le soutien recueilli par ces politiques au sein des associations professionnelles. Or, si des conflits d’intérêts financiers peuvent biaiser les résultats d’une étude, il y a tout lieu de croire qu’ils peuvent aussi biaiser les recommandations d’un comité d’experts. Des compagnies pharmaceutiques subventionnent des congrès, revues et recherches liés au contenu du DSM, car ce qui y est considéré comme susceptible d’être diagnostiqué a un impact direct sur les ventes des médicaments.
Une expertise publiée au mois d'avril 2006 dénonce des conflits d'intérêts de certains experts du comité du DSM-IV  et du DSM-IV-TR qui ont eu ou ont des liens financiers avec l'industrie pharmaceutique. D'après cette étude, cela concerne un tiers des experts ayant exercé leur activité d'experts au profit de firmes pharmaceutiques.
L'expertise a identifié plusieurs catégories d’« intérêts financiers » : avoir perçu des honoraires ou détenir des actions dans une compagnie pharmaceutique, être directeur d’une startup, membres du comité scientifique ou du conseil d’administration d’une entreprise pharmaceutique, être expert pour un litige mettant en cause une compagnie pharmaceutique, détenir un brevet ou un droit d'auteur, avoir reçu des cadeaux d’une compagnie pharmaceutique incluant des voyages, des subventions, des contrats et du matériel de recherche.
Parmi les 170 membres qui ont contribué à élaborer les critères de diagnostic concernant le DSM-IV et le DSM-IV-TR, 95 (56 %) présentaient au moins un des onze types de liens financiers possibles avec une compagnie de l’industrie pharmaceutique. Dans 6 commissions sur 18, des liens avec l’industrie pharmaceutique ont été trouvés chez plus de 80 % des membres.
Tous les membres (100 %) qui ont contribué aux critères de diagnostic des « Troubles de l’humeur » (n = 8) et « Schizophrénie et désordres psychotiques » (n = 7) avaient des intérêts financiers ; ainsi que 81 % du groupe « Troubles anxieux » (n = 16), 83 % du groupe « Troubles de l’alimentation » (n = 6), 88 % du groupe « Troubles kinesthésiques liés à la prise de médicaments » (n = 8) et 83 % du groupe « Troubles dysphoriques prémenstruels » (n = 6). Parmi les membres répondant aux critères « liens financiers » (n = 95), 76 % avaient bénéficié de subventions de recherche, 40 % de revenus comme consultants, 29 % travaillaient dans la communication, et 25 % recevaient des honoraires d’un autre type. Plus de la moitié des membres ayant un lien financier présentaient plus d’un type de relation financière l’engageant auprès d’une compagnie. Onze membres avaient cinq types de liens.
Si l'image d'Épinal du Big Pharma exerçant une influence démesurée sur les experts participant à l'élaboration du DSM depuis ses débuts est loin de la réalité, différentes affaires de conflits d'intérêts (Joseph Biederman (en), Alan Schatzberg (en)) rappellent l'enchevêtrement d'intérêts financiers entre psychiatrie, DSM et industrie pharmaceutique.

## Parallèles
Selon la journaliste Stéphane Horel, les sept critères de « personnalité antisociale » (psychopathe) du DSM-IV « renvoient de façon évidente » aux pratiques de nombreuses industries multinationales.

## Alternatives internationales au DSM
Selon Phillips et Raskin, il y a cinq alternatives au DSM qui retiennent de plus en plus l'attention :
- la Classification internationale des maladies (CIM) ou International Classification of Diseases (ICD), dans sa 10e ou 11e édition[48]
- le Manuel diagnostique psychodynamique ou Psychodynamic Diagnostic Manual–2 (PDM-2)[48]
- la Taxonomie hiérarchique de la psychopathologie ou Hierarchical Taxonomy of Psychopathology (HiTOP)[48]
- le Power threat meaning framework (PTMF)[48]
- le Research domain criteria (RDoC)[48]